# Mit Ghamr
Mit Ghamr (arab. ميت غمر; Mīt Ghamr) – miasto w północnym Egipcie, w muhafazie Ad-Dakahlijja. Leży w Delcie Nilu, nad ramieniem Damietta, około 72 km na północ od centrum Kairu. Jest ośrodkiem przemysłowym i węzłem drogowym; rozwinęło się tu przetwórstwo bawełny i olejarnie oraz produkcja aluminium (do 70% produkcji całego kraju). Mit Ghamr wchłonęło okoliczne miasteczka i wsie, w związku z tym na jego terenie znajdują się też rozległe pola uprawne (ryż, kukurydza, pszenica, bawełna). W 2006 roku liczyło ok. 116 tys. mieszkańców.

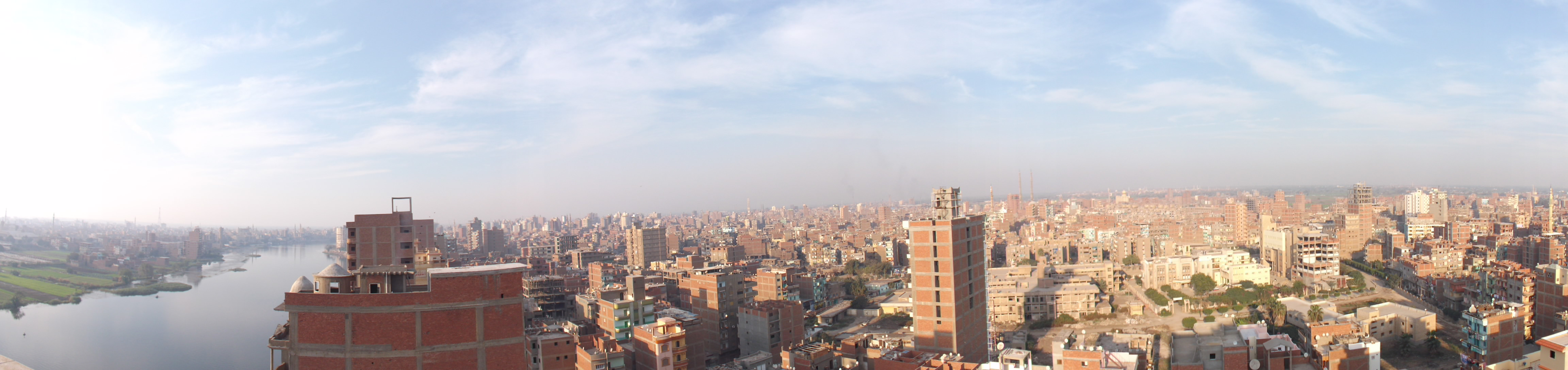
Panorama miasta